# Салир-де-Матуш
Салир-де-Матуш (порт. Salir de Matos)  —  район (фрегезия) в Португалии,  входит в округ Лейрия. Является составной частью муниципалитета  Калдаш-да-Раинья. По старому административному делению входил в провинцию Эштремадура. Входит в экономико-статистический  субрегион Оэште, который входит в Центральный регион. Население составляет 2428 человек на 2001 год. Занимает площадь 24,29 км².
Покровителем района считается Антоний Падуанский (порт. Santo António). 